# Ostrogótské království
Ostrogótské království nebo Ostrogótská říše (latinsky Regnum Ostrogothorum), vlastním názvem  Italské království (latinsky Regnum Italiae), literárně také „Království Ostrogótů v Itálii“ (latinsky Regnum Ostrogothicum Italiae), byl raně středověký stát východogermánského národa Ostrogótů na území Itálie, Rakouska, Panonie a severozápadního Balkánu, který se řadí k takzvaným barbarským královstvím, státním útvarům vzniklých na troskách Západořímské říše. Během 5. století se podařilo Ostrogótům ovládnout nejprve Panonii, poté přilehlé oblasti a nakonec Itálii a založit a rozšířit tak na troskách východní oblasti Západořímské říše svou vlastní, tzv. „Ostrogótskou říši“.

## Ostrogótská říše v Itálii
Roku 481 se ostrogótskému králi Theodorichovi Velikému podařilo sjednotit balkánské Ostrogóty a založit tak nezávislé ostrogótské království v Panonii a přilehlých oblastech. Roku 488 se vydala ostrogótská armáda pod Theodorichovým vedením do Itálie, kterou se jim podařilo do roku 493 ovládnout. Theodorich uzavřel s tehdejším králem Itálie Odoakerem dohodu, že budou vládnout dobytému území společně, ale vzápětí ho vlákal do pasti a během hostiny osobně zavraždil. Poté se sám ujal funkce císařského náměstka pro Itálii. Později císař Anastasios I. uznal legitimitu jeho vlády a dokonce mu navrátil odznaky císařské moci, které Odoaker před lety poslal do Konstantinopole. Nucen okolnostmi dal najevo, že Theodoricha chápe jako sobě rovnocenného římského vládce.

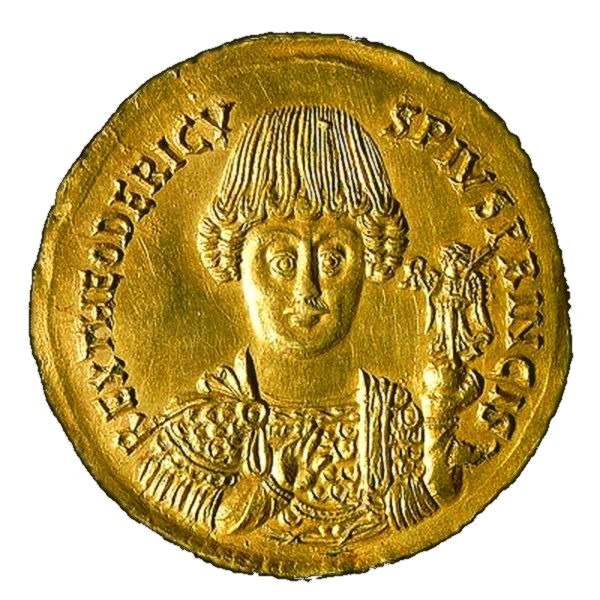
Theodorichova mince s podobiznou

V Itálii, na Sicílii a také na území bývalých římských provincií Dalmácie a Noricum vznikla samostatná barbarská říše, jíž suverénně vládl Theodorich jako ostrogótský král. Za jeho vlády došlo k relativnímu zklidnění těchto oblastí, což mělo za následek hospodářské oživení a rozkvět říše. Ve vnitřní politice Theodorich navázal na římské tradice. Obklopil se římskými rádci Cassiodorusem, Boëthiusem, Symmachusem a Liberiusem, takže jeho pojetí moci odpovídalo pozdně římskému císařství – dominátu. Respektoval římské zákony a instituce, senát i římští úředníci zůstali nadále na svých místech. Theodorich usiloval o romanizaci a kulturní povznesení Ostrogótů, kteří byli mezi místním obyvatelstvem jen velmi nepočetní. Lišili se nejen rozdílným životním stylem, tradicemi a jazykem, ale také náboženským vyznáním. Místní románské obyvatelstvo bylo velkou většinou katolické, zatímco Gótové byli od dob, kdy sídlili v Černomoří, ariány. Theodorich zdejší katolíky toleroval, proto ho podporovala místní církevní hierarchie, která dávala Ostrogótům přednost před nadvládou byzantské říše. Sídelním městem ostrogótské říše se stala Ravenna, která byla ozdobena mnoha významnými stavbami (chrámy, Theodorichovo mauzoleum).

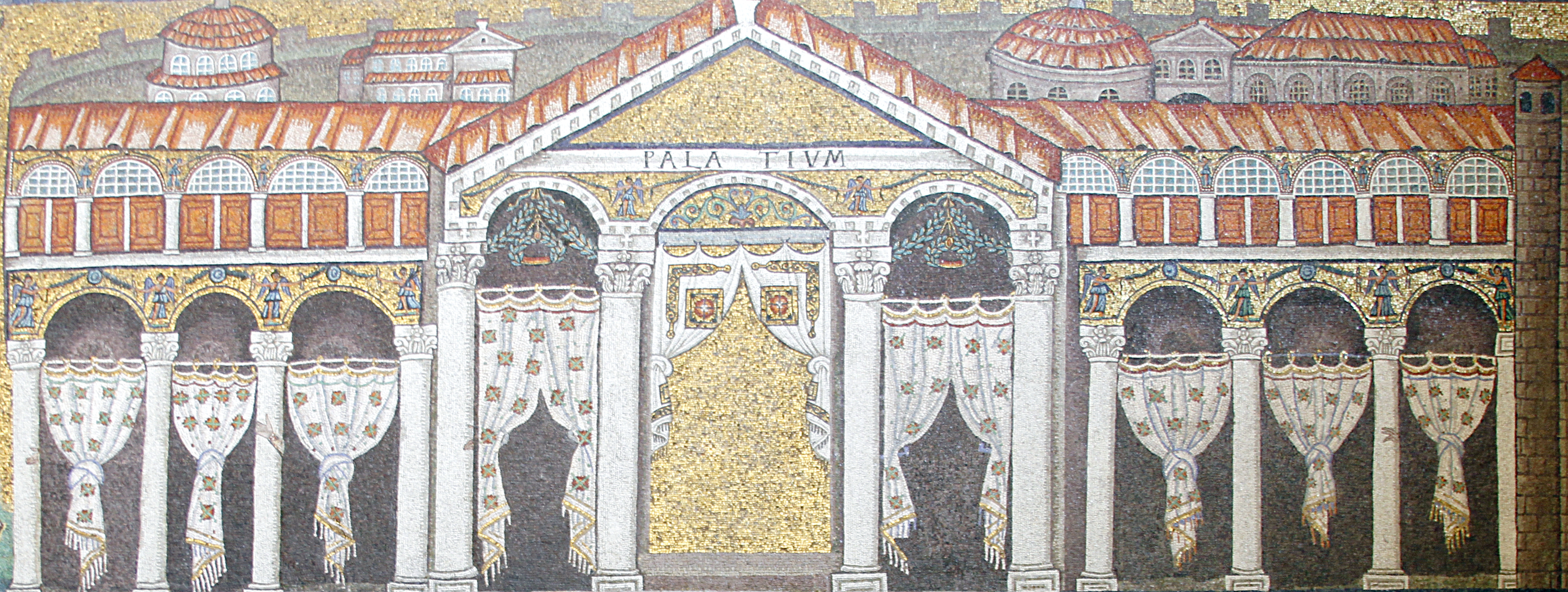
Mozaika s Theoderichovým palácem v kapli palácové baziliky sv. Apolináře v Ravenně

V zahraniční politice si král chtěl zajistit svoje postavení vůči východnímu císařství zformováním svazu germánských ariánských říší. Tento plán mu překazil jeho švagr, franský král Chlodvík I., který při křtu přijal katolické vyznání. Navíc později zaútočil proti Vizigótům a vytlačil je z jižní Francie. Dalšímu útoku proti Vizogótům na Pyrenejský poloostrov však Theodorich, který se stal roku 511 regentem ve vizigótské říši, zabránil, stejně tak připojení dobyté Septimánie. Koncem Theodorichovy vlády se zhoršily královy vztahy s byzantskou říší. Roku 524 nechal dokonce pro spiknutí popravit několik významných mužů svého království.

### Války s Byzancí a zánik říše

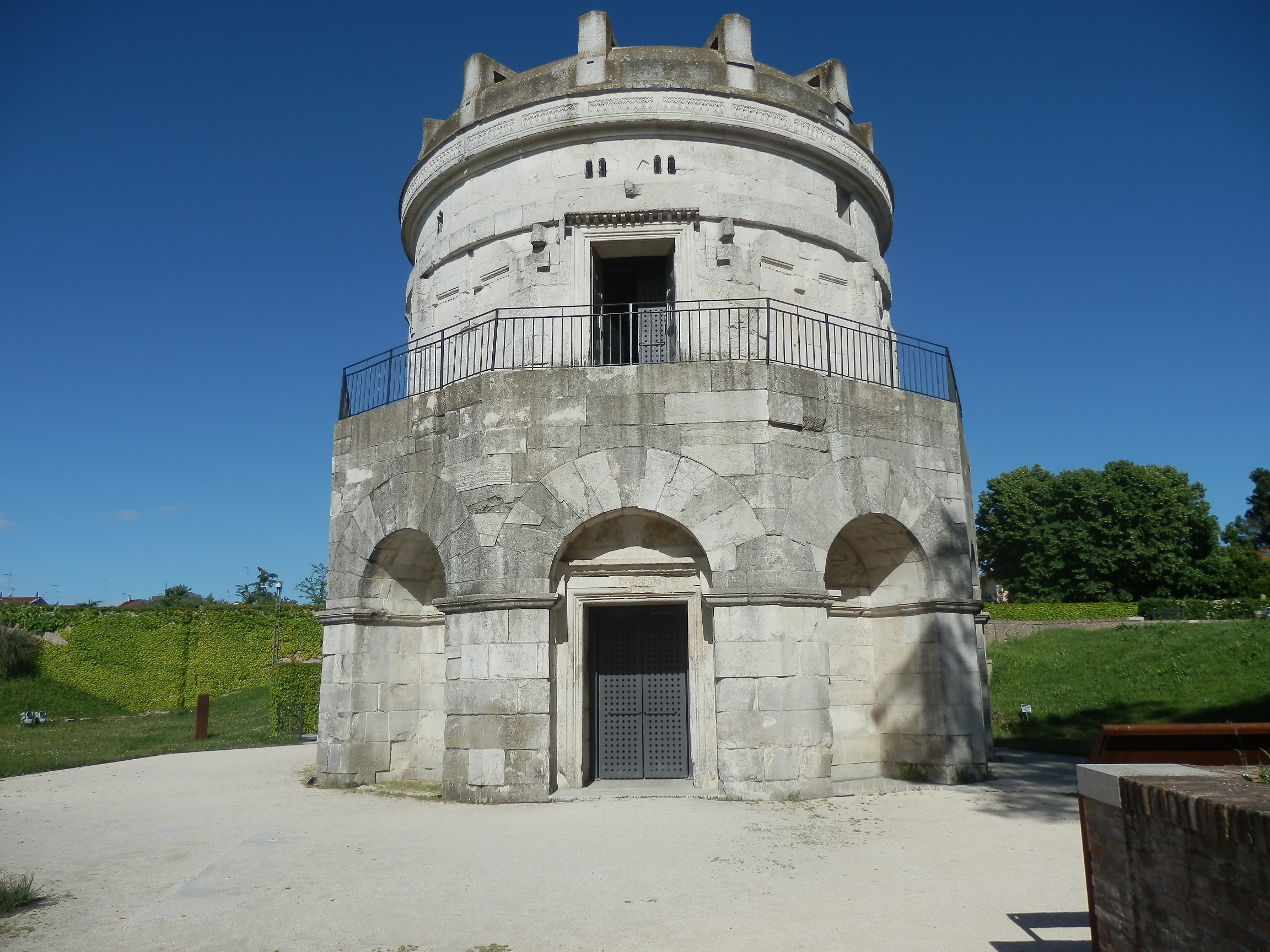
Theodorichovo mauzoleum v Ravenně

Po Theodorichově smrti v roce 526 se Gótové opět rozdělili. Původně vizigótská Septimánie se dostala do držení Ostrogótů, kterým vládl Theodorichův vnuk Athalarich (526–534). Byl však nezletilý, proto za něj regentskou správu vykonávala až do jeho smrti matka Amalaswintha (526–534/535), Theodorichova dcera. Královna se silně orientovala na Byzanc, což se stalo důvodem pro spiknutí, jemuž v čele stanul její bratranec Theodahad (Theodad), kterého si vybrala za svého spoluvládce. Brzy ji dal zavraždit a sám se stal králem (534–536).
Oslabení ostrogótské říše po Theodorichově smrti vytvářelo dobré předpoklady pro znovudobytí bývalých území západořímské říše, které si předsevzal za svůj úkol východořímský císař Justinián I. Po úspěšném vyvrácení říše Vandalů v severní Africe pověřil v roce 535 svého vojevůdce Belisaria, aby zaútočil na Ostrogóty. Byzantské vojsko se vylodilo na Sicílii a poté vpadlo do Itálie. V roce 536 padl Řím, Neapol a na severu Milán. Theodad, neúspěšný v boji proti byzantské agresi, byl sesazen z královského trůnu a zabit. Poté si Ostrogóti vybrali za svého krále prostého bojovníka, který se proslavil svými činy v Amalaswinthině vojsku. Witiges (Witichis, 536–540) neúspěšně obléhal v letech 537–538 Belisaria v Římě a poté se mu pokusil bránit v Ravenně. Když město padlo, byl zajat a odvezen do Konstantinopole.
Roku 541 se stal ostrogótským králem Totila (Baldwila, 541–552). Postavil se do čela protibyzantského povstání, ke kterému se přidali i římští kolóni a otroci, které osvobodil. Podařilo se mu ovládnout téměř celou Itálii včetně Říma (546) a proniknout na Sicílii, Korsiku, Sardinii a dokonce i do Epeiru a Dalmácie. Justinián odvolal neúspěšného Belisaria z Itálie a poslal ho bojovat proti Peršanům, kteří útočili na Byzanc z východu. Jeho místo v Itálii zaujal další byzantský vojevůdce Narses. Roku 552 byli Ostrogóti poraženi byzantským vojskem u Taginy, kde padl i král Totila. Dále byla poslední velká ostrogótská armáda poražena v bitvě u Vesuvu a nakonec Byzantinci zničili i franko-alamanskou armádu, která šla Ostrogótům na pomoc v bitvě u Casilina. Roku 554 vyhlásil Justinián pragrantickou sankci pro Itálii, jíž se snažil obnovil v Itálii poměry z doby císařství (například restituce ladifundií velkých římských vlastníků, otrokářství ad.) Roku 555 se Byzanticům vzdala poslední ostrogótská pevnost, čímž ovladli celou Itálii, jejíž správou pověřil Justinián Narseta.
Příliš krátká existence ostrogótské říše nedovolila splynutí románského a germánského obyvatelstva, o které usiloval král Theodorich. Ostrogóti byli zdecimováni vojensky a jako etnikum rozptýleni. Posléze zmizeli z dějin.

## Panovníci

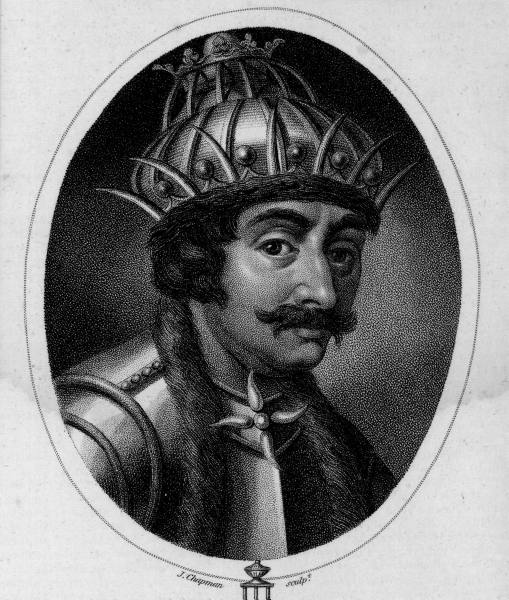
Renesanční fiktivní podobizna ostrogótského krále Theodoricha

### Dynastie Amalů
- Theodemir (ještě mimo Itálii)
- Theodorich Veliký (476 – 526)
- Athalarich (526 – 534)
- Theodahad (534 – 536)

### Pozdější králové
- Witiges (536 – 540)
- Ildibad (540 – 541)
- Erarich (541)
- Totila (541 – 552)
- Teias – známý též jako Teia nebo Teja (552)